# Bisbat de Pitigliano-Sovana-Orbetello
El bisbat de Pitigliano-Sovana-Orbetello (italià: diocesi di Pitigliano-Sovana-Orbetello; llatí: Dioecesis Pitilianensis-Soanensis-Urbetelliensis) és una seu de l'Església catòlica, sufragània de l'arquebisbat de Siena-Colle di Val d'Elsa-Montalcino, que pertany a la regió eclesiàstica Toscana. El 2013 tenia 71.100 batejats d'un total 71.100 habitants. Actualment és una seu vacant.

## Territori

Mapa de la diòcesi

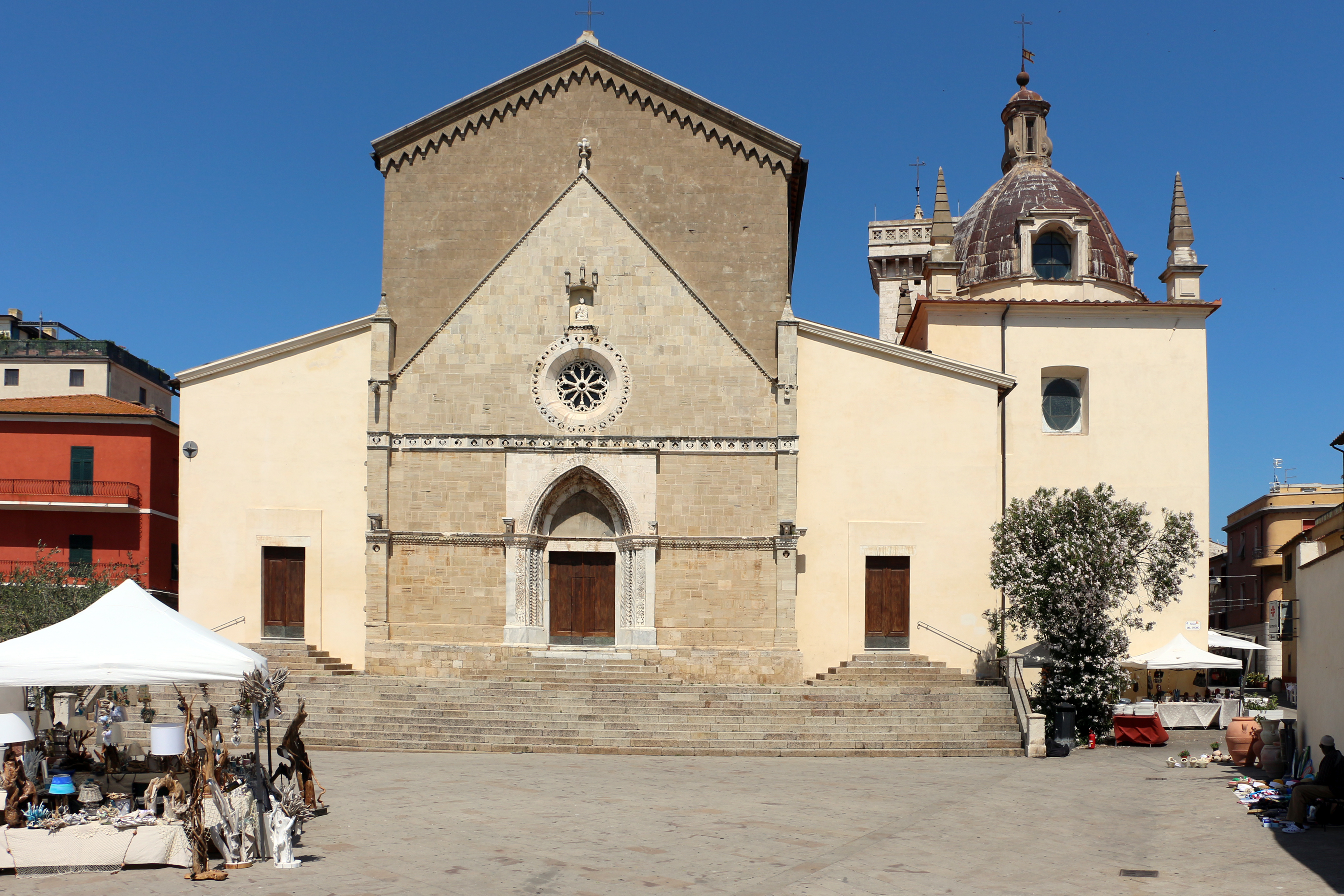
Façana de la cocatedral d'Orbetello

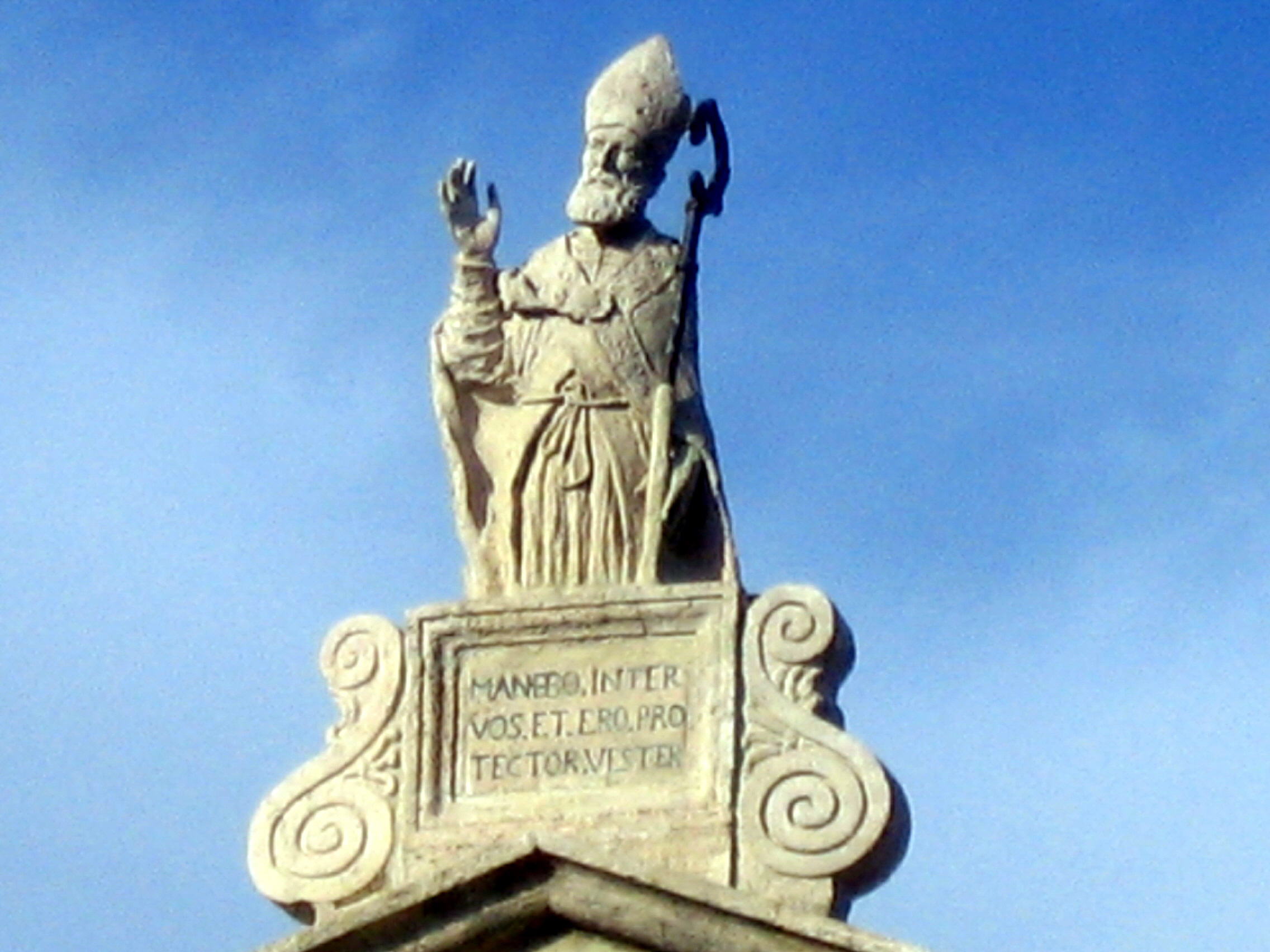
Particular de la catedral d'Orbetello

La diòcesi comprèn part de la província de Grosseto.
La seu episcopal és la ciutat de Pitigliano, on es troba la catedral de Sant Pere i Sant Pau. A Sovana i Orbetello es troben les cocatedrals, dedicades a Sant Pere i Sant Pau i a santa Maria Assunta.
El territori està subdividit en 71 parròquies.

## Història
La primera menció de la diòcesi de Sovana és del segle vii, quan el bisbe Maurici va assistir al Concili de Constantinoble del 680.
La catedral de Sovana va ser construït en el segle x, durant l'episcopat del bisbe Ranieri.
En 1230 el Papa Gregori IX va decidir separar Orbetello i el seu territori de la diòcesi de Sovana i sotmetre'l a la jurisdicció de l'abat de Tre Fontane de Roma.
El 23 d'abril de 1459 la diòcesi es va convertir en part de la província eclesiàstica de l'arxidiòcesi de Siena.
Sovana a mitjans del segle XVII era un petit poble de 400 ànimes, i el bisbe Marcello Cervini va intentar, sense èxit, repoblar-lo. En 1674 Pier Maria Bichi es va instal·lar a Pitigliano, en un edifici propietat de la seva família. Després de la seva mort el palau va ser llegat a la cúria episcopali el successor Pietro Valentini va continuar residint a Pitigliano, com tots els seus descendents. Tot i que la diòcesi no estava molt poblada, no hi havia escassetat de sacerdots: al sínode de 1689 eren 192 els sacerdots presents a la reunió el 13 de maig.
En 1701 el bisbe de Domenico della Ciaja instituí el seminari diocesà a Scansano, i en 1705 el traslladà a Pitigliano. A la primera meitat del segle, sota l'episcopat de Fulvio Salvi va treballar a la diòcesi Sant Pau de la Creu, que va ser anomenat l'Apòstol de la Maremma i va fundar els Passionistes a l'ermita de Sant Antoni de Monte Argentario .
A l'abril de 1785 van ser cedides a la diòcesi d'Acquapendente les comunitats d'Onano i Proceno, que es trobaven als Estats Pontificis, a canvi de les de Manciano i Capalbio, pertanyents al Gran Ducat de Toscana.
En 1836 el bisbe Francesco Maria Barzellotti fundà a Pitigliano una Escola de Moral i Dogmàtica, que va fer obligatòria per als aspirants al sacerdoci.
L'11 de gener de 1844, després de gairebé dos segles que els bisbes residien a Pitigliano, el Papa Gregori XVI va decretar el trasllat definitiu de la seu episcopal a l'església dels Sants Pere i Pau, elevada a cocatedral de la diòcesi, on també va ser traslladat el capítol dels canonges de Sovana; i contextualment la diòcesi va passar a anomenar-se diòcesi de Sovana-Pitigliano.
El 13 de maig de 1853 la pastora Verónica Nucci Cerreto informà que havia assistit a una aparició mariana. Quatre anys més tard, el 8 de maig, el bisbe col·locà en el lloc la primera pedra d'una església dedicada a la Mare de Déu dels Dolors.
En els anys de 1868 a 1878 la diòcesi va assistir a la predicació d'un visionari amb estil propi i profeta, David Lazzaretti: inicialment va romandre a l'Església Catòlica, tot i que amb actituds revelacionistes, messiàniques i inclinades al socialisme; en 1871 va fundar una nova Església Giurisdavidica, que va recollir una sèrie d'adhesions a la Toscana, rebutjant l'obediència al Romà Pontífex. El 18 d'agost de 1878 va morir a mans de la policia, mentre que encapçalava una processó cap a Arcidosso.
En 1910 el bisbe Michele Cardella va donar una nova seu al seminari i va voler construir una creu de ferro forjat de 22 metres d'altura al cim del monte Amiata.
De 1924 a 1932, amb el bisbe Gustavo Matteoni, la diòcesi de Sovana-Pitigliano es va unir in persona episcopi a la de Grosseto, despertant l'oposició del clergat i del poble, tot i les garanties d'independència del bisbe.
El 8 de juny de 1934 el bisbe Stanislao Battistelli va donar la diòcesi una nova estructura administrativa, reduint les vicaries de 15 a 6.
De 1964 a 1975 la diòcesi estava vacant i va estar amenaçada de nou de ser unida a les diòcesis veïnes; va ser administrada primer per sis anys pel bisbe de Montefiascone i després per altres cinc anys pel bisbe de Grosseto.
El 25 de març de 1981, amb la butlla Abbatia Sanctorum Vincentii et Anastasii del Papa Joan Pau II, la diòcesi incorpora els territoris de la Toscana fins llavors sota la jurisdicció de l'Abadia de les Tres Fonts de Roma, és a dir, Orbetello, Monte Argentario, Isola del Giglio i Capalbio. A més, la diòcesi va ser redenominada diòcesi de Pitigliano-Sovana-Orbetello i l'església de l'Assumpció d'Orbetello va ser elevat a la categoria de cocatedral.
El 30 de setembre de 1986, la diòcesi assumí el nom actual sota el decret Cum procedere oporteret de la Congregació per als Bisbes.

## Cronologia episcopal
- Maurizio † (citat el 680)
- Sebastiano † (citat el 827)
- Trasmondo † (citat el 853)
- Stefano † (citat el 858)
- Rastaldo † (citat el 861, aproximadament)
- Ranieri † (inicis de 963 - finals de 967)
- Giovanni † (inicis de 1015 - finals de 1059)
- Anselmo † (citat el 1061)
- P. † (citat el 1068)
- Davide † (1083 - ?)
- Bernardo † (citat el 1088)
- Montano † (citat el 1110)
- Rainaldo † (citat el 1114)
- Eugerio † (inicis de 21 de juliol de 1126)
- Idito (o Ildizone) † (inicis de 21 de juliol de 1126 - finals de 1133)
- Pietro † (segona meitat del segle xii)
- Ildebrando † (citat el 1170, aproximadament)
- Paolino † (citat el 1179)
- Giordano † (finals del segle xii)
- Viviano † (citat el 1206)
- Gualtiero † (1221 - inicis de 5 de juliol de 1260 mort)
- Teodino † (vers 1260 - 1270 mort)
- Davide Bandini, O.Cist. † (1270 - ? mort)
- Marco † (23 de desembre de 1283 - vers 1293)
- Landone † (1294 - 22 d'abril de 1298 nomenat bisbe de Nola)
- Monaldo Monaldeschi, O.F.M. † (7 de maig de 1298 - de desembre de 1302 nomenat arquebisbe de Benevent)
- Zampo † (10 de desembre de 1302 - 1312 mort)
- Trasmondo Monaldeschi, O.P. † (10 de maig de 1312 - ? mort)
- Alamanno Donati, O.F.M. † (22 d'octubre de 1330 - 18 de juliol de 1342 nomenat bisbe de Modena)
- Niccolò Bernardi, O.Carm. † (19 de juliol de 1342 - ? mort)
- Paolo Neri Bessi, O.E.S.A. † (20 de maig de 1360 - 8 de desembre de 1367 mort)
- Niccolò da Nola, O.F.M. † (17 de juliol de 1368 - 1368 mort)
- Roberto de Rainaldo † (25 de juny de 1369 - ?)
- Pietro Niccolò Blandibelli † (1380 - ?)
- Antonio, O.S.B.Cam. † (19 de març de 1386 - 1390 mort)
- Tommaso de Mari † (29 de novembre de 1390 - 1397 nomenat bisbe de San Marco Argentano)
- Valentino Vanni † (22 de març de 1397 - ?)
- Pietro, O.S.B. † (5 de juny de 1402 - de setembre de 1467 mort)
- Antonio del Fede, O.Carm. † (12 d'agost de 1418 - 5 de gener de 1434 mort)
- Gioacchino Suhare † (20 de gener de 1434 - 8 de juny de 1439 nomenat bisbe de Canne)
- Apollonio Massaini † (8 de juny de 1439 - de setembre de 1467 mort)
- Tommaso della Testa Piccolomini † (20 de novembre de 1467 - 26 d'octubre de 1470 nomenat bisbe de Montalcino i Pienza)
- Andreuccio Ghinucci † (12 de novembre de - 9 de març de 1489 nomenat bisbe de Grosseto)
- Girolamo Scotti † (9 de març de 1489 - ? mort)
- Aldello Piccolomini † (8 d'octubre de 1492 - 1510 mort)
- Alfonso Petrucci † (1 d'octubre de 1510 - 27 de juliol de 1513 renuncià)
- Lattanzio Petrucci † (27 de juliol de 1513 - 1517 deposat)
- Domenico Coletta † (2 de desembre de 1517 - 1520 mort)
- Raffaello Petrucci † (6 de febrer de 1520 - 11 de desembre de 1522 mort)
- Lattanzio Petrucci † (11 de desembre de 1522 - 1527 mort) (per segon cop)
  - Ercole Gonzaga † (5 de juliol de 1529 - 17 d'abril de 1532 renu ncià) (administrador apostòlic)
  - Alessandro Farnese † (17 d'abril de 1532 - 26 d'abril de 1532 renuncià, després elegit papa amb el nom de Pau III) (administrador apostòlic)
- Ferdinando Farnese † (26 d'abril de 1532 - 1535 renuncià)
- Carvajal Simoncelli † (26 de febrer de 1535 - de gener de 1596 mort)
- Metello Bichi † (15 de gener de 1596 - 1606 renuncià)
- Ottavio Saraceni † (12 de juliol de 1606 - 1623 mort)
- Scipione Tancredi † (15 de gener de 1624 - 2 de març de 1637 nomenat bisbe de Montalcino)
- Cristoforo Tolomei † (16 de març de 1637 - de setembre de 1638 mort)
- Enea di Cesare Spennazzi † (20 de desembre de 1638 - 25 de maig de 1644 nomenat bisbe de Ferentino)
- Marcello Cervini † (15 de maig de 1645 - 23 de setembre de 1652 nomenat bisbe de Montepulciano)
- Girolamo Borghesi, O.S.B. † (11 de desembre de 1652 - 17 de setembre de 1668 nomenat bisbe de Pienza)
- Girolamo Cori (de Coris) † (17 de juny de 1669 - 28 de juny de 1672 mort)
- Pier Maria Bichi, O.S.B. † (12 de juny de 1673 - 9 de setembre de 1684 mort)
- Pietro Valentini † (9 d'abril de 1685 - novembre de 1687 mort)
- Domenico della Ciaja, O.P. † (14 de juny de 1688 - 23 de gener de 1713 mort)
- Fulvio Salvi † (11 de desembre de 1713 - 23 de maig de 1727 mort)
- Cristoforo Palmieri † (8 de març de 1728 - 26 de març de 1739 mort)
- Antonio Vegni † (16 de novembre de 1739 - 15 d'agost de 1744 mort)
- Niccolò Bianchini, O.C.D. † (28 de novembre de 1746 - 22 de maig de 1750[2] mort)
- Segherio Felice Seghieri † (19 de juliol de 1751 - 27 de juliol de 1758 mort)
  - Sede vacante (1758-1762)
- Tiberio Borghesi † (29 de març de 1762 - 1 de juny de 1772 nomenat arquebisbe de Siena)
- Gregorio Alessandri † (14 de juny de 1773 - 20 de maig de 1776 nomenat bisbe de Cortona)
- Francesco Pio Santi † (16 de setembre de 1776 - 11 d'agost de 1799 mort)
  - Sede vacante (1799-1802)
- Filippo Ghighi † (20 de setembre de 1802 - 10 de gener de 1830 mort)
- Giacomo Bellucci † (30 de setembre de 1831 - 1 de novembre de 1831 mort)
- Francesco Barzellotti † (2 de juliol de 1832 - 15 d'agost de 1861 mort)
  - Sede vacante (1861-1871)[3]
- Antonio Sbrolli † (27 d'octubre de 1871 - 27 de juliol de 1885 renuncià)
  - Sede vacante (1885-1889)[4]
- Giulio Matteoli † (11 de febrer de 1889 - 22 de juny de 1896 nomenat bisbe de Pescia)
- Michele Cardella, C.P. † (30 de novembre de 1896 - 6 de febrer de 1916 mort)
- Riccardo Carlesi † (8 de juliol de 1916 - 23 de maig de 1923 nomenat bisbe de Cortona)
- Gustavo Matteoni † (29 d'abril de 1924 - 3 de març de 1932 nomenat arquebisbe coadjutor de Siena)
- Stanislao Amilcare Battistelli, C.P. † (24 de juny de 1932 - 14 de febrer de 1952 nomenat bisbe de Teramo e Atri)
- Pacifico Giulio Vanni, O.F.M. † (10 de maig de 1952 - 13 de juliol de 1963 renuncià)
- Luigi Pirelli † (14 d'agost de 1963 - 14 d'agost de 1964 mort)
  - Sede vacante (1964-1975)[5]
- Giovanni D'Ascenzi † (7 d'octubre de 1975 - 11 d'abril de 1983 nomenat bisbe d'Arezzo, de Cortona i de Sansepolcro)
- Eugenio Binini (3 de desembre de 1983 - 20 de juliol de 1991 nomenat bisbe de Massa Carrara-Pontremoli)
- Giacomo Babini (7 de desembre de 1991 - 13 de juliol de 1996 nomenat bisbe de Grosseto)
- Mario Meini (13 de juliol de 1996 - 13 de febrer de 2010 nomenat bisbe de Fiesole)
- Guglielmo Borghetti (25 de juny de 2010 - 10 de gener de 2015 nomenat bisbe coadjutor d'Albenga-Imperia)

## Estadístiques
A finals del 2013, la diòcesi tenia 71.100 batejats sobre una població de 73.200 persones, equivalent 97,1% del total.
| any  | població | població | població | sacerdots | sacerdots       | sacerdots       | sacerdots             | diaques | religiosos | religiosos | parroquies |
| ---- | -------- | -------- | -------- | --------- | --------------- | --------------- | --------------------- | ------- | ---------- | ---------- | ---------- |
| any  | batejats | total    | %        | total     | clergat secular | clergat regular | batejats por sacerdot | diaques | homes      | dones      |            |
| 1950 | 58.500   | 60.000   | 97,5     | 78        | 70              | 8               | 750                   |         | 10         | 50         | 50         |
| 1970 | 68.830   | 68.854   | 100,0    | 60        | 60              |                 | 1.147                 |         |            |            | 61         |
| 1980 | 75.000   | 75.361   | 99,5     | 84        | 64              | 20              | 892                   |         | 20         | 89         | 76         |
| 1990 | 75.601   | 75.855   | 99,7     | 86        | 68              | 18              | 879                   | 1       | 18         | 89         | 71         |
| 1999 | 71.480   | 71.536   | 99,9     | 70        | 63              | 7               | 1.021                 | 4       | 14         | 56         | 71         |
| 2000 | 71.000   | 71.536   | 99,3     | 69        | 63              | 6               | 1.028                 | 4       | 6          | 58         | 71         |
| 2001 | 71.000   | 71.536   | 99,3     | 70        | 63              | 7               | 1.014                 | 4       | 16         | 58         | 71         |
| 2002 | 71.000   | 71.536   | 99,3     | 67        | 60              | 7               | 1.059                 | 4       | 17         | 56         | 71         |
| 2003 | 71.000   | 71.536   | 99,3     | 69        | 62              | 7               | 1.028                 | 5       | 11         | 52         | 71         |
| 2004 | 71.000   | 71.536   | 99,3     | 69        | 62              | 7               | 1.028                 | 6       | 19         | 55         | 71         |
| 2013 | 71.100   | 73.200   | 97,1     | 61        | 52              | 9               | 1.165                 | 10      | 11         | 53         | 71         |